# Route nationale 130
Die Route nationale 130, kurz N 130 oder RN 130, war eine französische Nationalstraße.
Die Straße wurde 1824 zwischen Port-Sainte-Marie und einer Straßenkreuzung mit der ehemaligen Nationalstraße 124 westlich von Auch festgelegt und geht auf die Route impériale 150 zurück. Ihre Länge betrug 78 Kilometer. 1973 wurde die Nationalstraße komplett abgestuft. 1978 wurde eine Verbindungsstraße zwischen der Autobahn 20 und der Nationalstraße 20 westlich von La Souterraine als N 130 bezeichnet. Diese wurde Anfang der 1990er Jahre abgestuft.